# 김석옥
김석옥(金錫玉, 본명: 김옥희, 1938년 1월 13일~)은 대한민국의 여성 성우 겸 배우이다.
1955년, 연극배우로 첫 데뷔하였으며, 이에 아울러 같은 해에 기독교방송 성우 1기로 입사한 후, 6년이 지난 1961년 MBC 문화방송 1기 공채 성우로 정식 데뷔하였고, 1969년 MBC TV 드라마에 첫 출연하였다(MBC 특채 탤런트 출신이기도 하다.).

## 출연작

### 성우(애니메이션)
- 《태풍소년》 (TBC) - 여자3
- 《별나라 요술공주》 (TBC) - 샐리 엄마
- 《은하철도 999》 (MBC) - 프로메슘
- 《사파이어 왕자》 (MBC) - 치크 / 왕비
- 《톰 소여의 모험》 (MBC) - 폴리
- 《알프스 소녀 안네트》 (MBC) - 안네트 할머니
- 《들장미소녀 캔디》 (MBC) - 대고모
- 《마징가Z》 (MBC) - 아수라
- 《요술천사 꽃분이》 (MBC)
- 《서부소년 차돌이》 (MBC)
- 《귀여운 앤지》 (MBC) - 바바라
- 《샤롯트》 (MBC)

### 배우(영화)
- 《남도의 백합화》 (2009년) - 순교 당시, 문 전도사 역
- 《YMCA 야구단》 (2002년)
- 《생과부 위자료 청구 소송》 (1998년)
- 《3인조》 (1997년)
- 《투캅스 2》 (1996년)
- 《마누라 죽이기》 (1994년)
- 《꾼사냥》 (1993년)
- 《미스터 맘마》 (1992년) - 상아 외할머니 역
- 《씨내리》 (1992년)
- 《빠담풍》 (1992년)
- 《천국의 계단》 (1991년)
- 《서울, 에비타》 (1991년)
- 《잃어버린 너》 (1991년)
- 《나는 날마다 일어선다》 (1990년)
- 《꼴찌부터 일등까지 우리반을 찾습니다》 (1990년)
- 《천국의 비밀》 (1990년)
- 《행복은 성적순이 아니잖아요》 (1989년)
- 《오늘 여자》 (1989년)
- 《웅담부인》 (1987년) - 시모 역
- 《몸 전체로 사랑을》 (1986년)
- 《심장이 뛰네》 (1983년)
- 《야생마》 (1982년)
- 《모정》 (1982년)
- 《밤의 찬가》 (1979년)
- 《을화》 (1979년)
- 《비련의 홍살문》 (1979년)

### 배우(TV 드라마)
- 《그 여자의 바다》 (2017년) - 박순옥의 어머니 역
- 《사랑아 사랑아》 (2012년) - 최명주의 어머니 유씨 역
- 《미우나 고우나》 (2007년) - 최봉순 역
- 《완벽한 이웃을 만나는 법》 (2007년) - 유준석의 어머니 한여사 역
- 《바람꽃》 (2005년) - 윤명희 역
- 《대장금》 (2003년 ~ 2004년)
- 《장희빈》 (2002년) - 인현왕후 민씨 繼母 부부인 풍양 조씨 역
- 《연인들》 (2002년) - 문화대학교 미술학과 교수 오대규(카메오로 출연)의 어머니 김석옥 역으로 카메오 단역
- 《가을에 만난 남자》 (2001년) - 한수형의 어머니 역
- 《외출》 (2001년)
- 《태조 왕건》 (2000년 ~ 2002년) - 유천궁의 처 역
- 《시트콤 세 친구》 (2000년) - 윤다훈의 작업녀 정소영의 어머니 김석옥 역으로 카메오 단역
- 《부부클리닉 사랑과 전쟁》 (1999년 ~ 2009년)
- 《은아의 뜰》 (1998년 ~ 1999년)
- 《왕과 비》 (1998년 ~ 2000년) - 한명회의 장모 허씨 역
- 《남자 셋 여자 셋》 (1997년) - 안문숙의 이복언니 안석옥(초취 소생) 역
- 《아름다운 그녀》 (1997년)
- 《사랑은 없다》 (1994년)
- 《야망》 (1994년)
- 《이젠 아무도 사랑하지 않는다》 (1992년)
- 《몽실언니》 (1990년)
- 《내 친구 천사》 (1990년) - 명구 어머니 역
- 《왕룽일가》 (1989년) - 석구 이모 역
- 《인현왕후》 (1988년) - 인현왕후 민씨 繼母 부부인 풍양 조씨 역
- 《설중매》 (1984년)
- 《장희빈》 (1981년~1982년) ... 감찰 상궁 역
- 《의친왕》 (1980년)
- 《전원일기》 (1980년 ~ 2002년) - 강복순(복길 아범 일용의 아내 친정어머니) 역 이외 각종 단역
- 《산이 되고 강이 되고》 (1979년)
- 《안국동 아씨》 (1979년)
- 《무지개 타는 아이들》 (1979년)
- 《최후의 증인》 (1979년)
- 《옥녀》 (1977년)